# Rapport Sicard
Le rapport Sicard est un rapport élaboré par la Mission présidentielle de réflexion sur la fin de vie créée par décret du président de la République française François Hollande le 17 décembre 2012.

## La mission
Cette mission, est présidée par Didier Sicard, médecin et ancien  président du Comité national d'éthique entre 1999 et 2008. Ses autres membres sont Jean-Claude Ameisen, Régis Aubry, Marie-Frédérique Bacqué, Alain Cordier, Chantal Deschamps, Éric Fourneret, Florence Gruat, Valérie Sebag-Depadt. Elle organise huit débats publics, du 6 octobre au 8 décembre 2012, dans différentes villes de France.

## Le rapport remis au président
La mission examine, dans son rapport remis le 18 décembre 2012, s'il convient ou non d'ouvrir la voie à une « assistance médicalisée pour terminer sa vie dans la dignité », qui était l'engagement 21 de François Hollande durant la campagne présidentielle de 2012.
Le rapport dénonce l'accès insuffisant aux soins palliatifs, notamment au travers de témoignages. Il regrette la séparation de fait entre les soins palliatifs et les autres spécialités médicales. Il préconise de revoir l'ensemble de la formation médicale dans le but de promouvoir « l’intégration d’une compétence en soins palliatifs dans toute pratique clinique ».
Selon le rapport, il est nécessaire de « mieux faire droit aux attentes et espérances des citoyens à l'égard de la fin de vie ». Arguant que beaucoup de Français souhaitent être aidés médicalement pour mourir, le rapport envisage deux pratiques qui pourraient répondre à cette attente. D'une part, il préconise de recourir la sédation profonde, en fait déjà prévue par la loi Leonetti, permettant l'administration à un patient en phase terminale de morphine ou d'un sédatif à très forte dose, quitte à le faire mourir plus vite,. D'autre part, il envisage, sans pour autant la préconiser, une forme de suicide assisté, pratique qui consiste à délivrer sur ordonnance des produits létaux, sous certaines conditions, et que le patient choisit finalement d'utiliser ou non.
En revanche l'euthanasie est fortement critiquée : les auteurs du rapport ne croient pas  à la possibilité d'une introduction contrôlée puisque selon eux, « la pratique euthanasique développe sa propre dynamique résistant à tout contrôle efficace et tend nécessairement à s'élargir ». Ils pointent également l'impact de l'introduction de l'euthanasie sur les « représentations sociétales » de la vieillesse, de la maladie ou de handicap.
Finalement, le rapport n'envisage pas de bouleverser la loi Leonetti par l'introduction de nouvelles dispositions législatives en urgence. Il pointe le fait que cette loi est peu, mal ou pas appliquée et préconise avant tout « un effort massif de formation »,. Il critique notamment très fortement l'attitude des professionnels de santé, qui est souvent celle d'une « médecine sans âme », encore marquée par une culture du tout-curatif, et la « surdité face à la détresse psychique et aux souhaits des patients ». Il estime que les pratiques peuvent évoluer en appliquant la loi Leonetti non à la lettre mais dans son esprit.

## Réactions à la publication du rapport
Dans un communiqué, l'Association pour le droit de mourir dans la dignité se montre critique à l'égard du rapport, qui lui semble ne pas marquer de progrès depuis un rapport précédent de 2008. Elle lui reproche sa vision favorable de la loi Leonetti, qu'elle estime pour sa part responsable de « tant de drames de la fin de vie ». Le président de l'association, Jean-Luc Romero, salue la mention du suicide assisté, mais regrette qu'elle ne s'accompagne d'aucune perspective concrète et appelle au « respect de la proposition n°21 de François Hollande ».
De son côté, Alliance VITA salue le travail de la mission Sicard. Elle apprécie notamment le refus de la « mort sociale » des personnes malades ou âgées, la demande de généralisation de la culture palliative, et le refus de la légalisation de l’injection létale. En revanche elle manifeste son inquiétude quant au suicide assisté, acte décidé pour quelques-uns mais qui aurait une forte répercussion sur l'ensemble de la société.
L'introduction du suicide assisté est également rejetée par plusieurs personnalités politiques de droite. La ministre des Affaires sociales et de la Santé, Marisol Touraine, estime pour sa part que le rapport est « un pas très important, une brèche ». À la remise du rapport, le président François Hollande estime que « Malgré les apports indéniables de la loi Leonetti, la législation en vigueur ne permet pas de répondre à l'ensemble des préoccupations légitimes exprimées par des personnes atteintes de maladie graves et incurables ». Il indique qu'un projet de loi sera présenté au parlement en juin 2013, après consultation du Comité consultatif national d'éthique.

### Sources et liens externes
Engagement 21 du candidat Hollande
- Texte de l'engagement 21

Concernant la mission
- Présentation de la Mission présidentielle de réflexion sur la fin de vie sur le site du ministère des affaires sociales et de la santé
- Article sur le site du PS lors de la mise en place de la mission
- (pdf) Didier Sicard, Présidence de la République, Penser solidairement la fin de vie. Rapport à François Hollande, 18 décembre 2012, 198 p. (lire en ligne)

Concernant les constats et propositions de la mission
- Interview de Jean Leonetti au Figaro (18.12.2012)
- Article du Monde (18.12.2012)
- Article de La Croix (18.12.2012)